# 대한민국 축구 국가대표팀 경기 결과 (비공인 경기)
대한민국 축구 국가대표팀의 비공인 경기는 국제 축구 연맹이 A매치로 공인하지 않은 모든 국가대표팀 경기들을 의미한다.
비공인 경기는 국가대표 A팀이 타 국가 국가대표 B팀과 가진 경기, 타 국가 클럽과 가진 경기, 대한민국 국가대표 B팀을 비롯한 각급 대표팀들과 가진 경기, 그리고 국내 클럽들과 가진 경기들로, 이러한 대한민국 축구 국가대표팀의 비공인 경기는 1996년 이래로 대한축구협회가 상대 국가의 A팀과의 경기만을 추진하면서 거의 사라졌다. 오늘날에는 연습경기 형식으로 간간히 벌어진다.
대한민국 축구 국가대표 B팀의 비공인 경기는 대한민국 축구 국가대표 B팀 경기 결과를 참고하라.

## 국제 경기

### 1940–50년대
| 날짜      | 대회      | 득점자                                               | 득점 | 상대득점                                                     | 상대팀             | 개최장소                   | 기사  | 비고 |
| --------- | --------- | ---------------------------------------------------- | ---- | ------------------------------------------------------------ | ------------------ | -------------------------- | ----- | ---- |
| 1949-1-1  | 친선 경기 | 정국진 5′, 9′ · 정남식 20′ · 민병대 23′ · 배종호 27′ | 5–2  | Weatherall 68′ · Cheung Kam-hoi 75′ (페널티)                 | 홍콩 리그 선발팀   | 영국령 홍콩                | [ 1 ] |      |
| 1949-1-9  | 친선 경기 | 정국진 26′ · 정남식 53′ (페널티), 65′ · 민병대 88′   | 4–2  | Li Chun-fai 17′ · Cheung Kam-hoi 35′ (페널티)                | 홍콩 리그 선발팀   | 영국령 홍콩                | [ 1 ] |      |
| 1949-1-15 | 친선 경기 |                                                      | 4–2  |                                                              | 베트남 B팀         | 프랑스령 인도차이나 사이공 | [ 1 ] |      |
| 1950-4-16 | 친선 경기 | 김용식 15′, 75′ · 최영근 85′                         | 3–1  | Tang Yee Kit 38′                                             | 홍콩 중국인 선발팀 | 영국령 홍콩                |       |      |
| 1953-4-16 | 친선 경기 | 민병대 9′ · 최정민 22′, 46′                          | 3–2  | Siang Teik 44′ · Sai Chong 55′                               | 말라야 선발팀      | 싱가포르                   |       |      |
| 1953-4-27 | 친선 경기 | 주영광 20′ · 최영근 39′ · 정남식 48′                 | 3–5  | Kam Lok-sang 6′ · Chu Wing-wah 46′, 62′ · Szeto Man 54′, 79′ | 홍콩 선발팀        | 영국령 홍콩                |       |      |
| 1956-2-26 | 친선 경기 | 우상권 15′ · 김홍우 27′                              | 2–1  | Larry Chua 3′                                                | 중화민국 선발팀    | 필리핀 마닐라              |       |      |
| 1956-2-28 | 친선 경기 | 최정민 13′, 30′, 61′ · 박일갑 49′ · 김영진 79′, 80′  | 6–1  | Larry Chua 17′ (페널티)                                      | 필리핀 대학 선발팀 | 필리핀 마닐라              |       |      |
| 1956-9-18 | 친선 경기 | 이수남 13′ · 김동근 22′ · 최정민 33′ · 우상권 44′    | 4–2  | Yiu Cheuk Yin 19′ · Chu Wing Wah 8′                          | 홍콩 선발팀        | 영국령 홍콩                |       |      |

### 1960년대
| 날짜            | 대회                 | 득점자                                                     | 득점 | 상대득점                                       | 상대팀               | 개최장소                                   | 기사  | 비고                                             |
| --------------- | -------------------- | ---------------------------------------------------------- | ---- | ---------------------------------------------- | -------------------- | ------------------------------------------ | ----- | ------------------------------------------------ |
| 1960-8-30       | 친선 경기            | 정순천 28′, 68′, 90′ · 차태성 75′ · 우상권 81′             | 5–2  | ? 4′, 35′                                      | 홍콩 선발팀          | 영국령 홍콩                                |       |                                                  |
| 1960-9-1        | 친선 경기            | 유판순 46′                                                 | 1–2  | ? 59′, 81′                                     | 홍콩 선발팀          | 영국령 홍콩                                |       |                                                  |
| 1961-11-4       | 친선경기             | 정순천 10′, 44′, 55′ · 김선휘 75′                          | 4-1  |                                                | 태국 선발팀          | 방콕 태국                                  |       | 태국 2진급 대표팀과의 경기로 A매치 인정되지 않음 |
| 1961-11-6       | 친선경기             |                                                            | 0-1  | Lua Wen-chung 85′                              | 홍콩 선발팀          | 영국령 홍콩                                |       | 홍콩 2진급 대표팀과의 경기로 A매치 인정되지 않음 |
| 1962-5-26       | 친선 경기            | 정순천 43′ · 유판순 55′                                    | 2–1  | Sian Liong 65′ (페널티)                        | 인도네시아 A팀       | 인도네시아 자카르타                        | [ 2 ] |                                                  |
| 1962-5-29       | 친선 경기            | 조윤옥 1′ · 우상권 25′                                     | 2–1  | Mubarak 30′                                    | 인도네시아 B팀       | 인도네시아 자카르타                        |       |                                                  |
| 1962-6-4        | 친선 경기            | 유판순 11′ · 조윤옥 35′, 58′                               | 3–1  | Robert 6′                                      | 말라야 연방 선발팀   | 말라야 연방 쿠알라룸푸르                   |       |                                                  |
| 1962-6-6        | 친선 경기            | 조성달 23′ · 조윤옥 55′ · 정순천 57′ · 문정식 67′          | 4–3  | Govindaraju 5′, 8′ · Arthur 48′                | 말라야 연방 선발팀   | 말라야 연방 피낭주                         |       |                                                  |
| 1962-6-8        | 친선 경기            |                                                            | 0–1  | Ghani 68′                                      | 말라야 연방 선발팀   | 말라야 연방 알로르스타르                   |       |                                                  |
| 1962-6-13       | 친선 경기            | 조성달 7′ · 조윤옥 13′, 19′ · 우상권 31′, 47′ · 차태성 43′ | 6–2  | Lau Chi-lam 15′, 35′                           | 홍콩 선발팀          | 영국령 홍콩                                |       |                                                  |
| 1963-8-9        | 1963년 메르데카 대회 | 조윤옥 77′                                                 | 1–0  |                                                | 영연방 군인팀        | 말라야 연방 쿠알라룸푸르 스타디움 메르데카 |       |                                                  |
| 1963-8-25       | 친선 경기            | 조윤옥 81′                                                 | 1–1  | Hla Shwe 43′                                   | 버마 U-20            | 버마 양곤                                  |       |                                                  |
| 1964-7-4        | 친선 경기            | 조성달 5′ · 차태성 33′ · 우상권 35′ · 조윤옥 40′, 68′      | 5–4  |                                                | 홍콩 리그 선발팀     | 영국령 홍콩                                |       |                                                  |
| 1964-7-5        | 친선 경기            | 조윤옥 17′, 27′ · 차경복 64′                               | 3–0  |                                                | 홍콩 리그 선발팀     | 영국령 홍콩                                |       |                                                  |
| 1964-10-14      | 1964년 하계 올림픽   |                                                            | 0–4  | Zé Roberto 30′ · Elizeu 44′, 54′ · Roberto 73′ | 브라질 올림픽 대표팀 | 일본 요코하마시 미쓰자와 구기장            |       |                                                  |
| 1966-8-14       | 1966년 메르데카 대회 | 차태성 50′ · 김정남 76′                                    | 2–0  |                                                | 일본 B팀             | 말레이시아 쿠알라룸푸르 스타디움 메르데카  |       |                                                  |
| 1966-8-31 19:00 | 친선경기             |                                                            | 3-1  |                                                | 싱가포르             | 싱가포르                                   |       |                                                  |
| 1966-9-4        | 친선 경기            | 허윤정 10′ · 조성달 17′                                    | 2–1  | Cheung Yiu-kwok 67′                            | 홍콩 선발팀          | 영국령 홍콩                                |       |                                                  |
| 1968-8-18       | 1968년 메르데카 대회 | 정강지 4′ · 허윤정 54′                                     | 2–0  |                                                | 일본 B팀             | 말레이시아 이포 페락 스타디움              |       |                                                  |
| 1968-8-31       | 친선 경기            | 이회택 54′, 65′, 79′ · 허윤정 57′, 67′, 70′ · 김기복 89′   | 7–1  | Kwong Yin-ying 69′                             | 홍콩 선발팀          | 싱가포르                                   |       |                                                  |

### 1970년대
| 날짜       | 대회                                  | 득점자                               | 득점 | 상대득점      | 상대팀                | 개최장소                                   | 기사 | 비고 |
| ---------- | ------------------------------------- | ------------------------------------ | ---- | ------------- | --------------------- | ------------------------------------------ | ---- | ---- |
| 1971-2-15  | 친선경기                              | 박이천2 김기복 이회택 남대식         | 5-2  |               | 콜롬비아 청소년선발팀 | 메델린 콜롬비아                            |      |      |
| 1972-7-13  | 1972년 메르데카 대회                  | 박수덕 34′ · 이회택 48′ · 박이천 70′ | 3–1  | Mohammed 43′  | 말레이시아 B팀        | 말레이시아 쿠알라룸푸르 스타디움 메르데카  |      |      |
| 1975-5-14  | 1975년 박대통령컵 쟁탈 아시아축구대회 | 이차만 5′                            | 1–0  |               | 일본 B팀              | 대한민국 서울특별시 서울운동장             |      |      |
| 1975-5-18  | 1975년 박대통령컵 쟁탈 아시아축구대회 | 조광래 6′ · 신현호 10′ · 박병철 17′  | 3–0  |               | 인도네시아 B팀        | 대한민국 서울특별시 서울운동장             |      |      |
| 1975-6-13  | 1975년 자카르타 창립 기념대회         | 이영무 33′                           | 1–1  | Tarquinio 73′ | 오스트레일리아 B팀    | 인도네시아 자카르타 겔로라 세나얀 주경기장 |      |      |
| 1976-1-2   | 1975년 킹스컵                         | 이영무 12′, 50′ · 장기문 57′, 59′    | 4–0  |               | 말레이시아 B팀        | 태국 방콕 수파찰라사이 경기장              |      |      |
| 1976-12-25 | 1976년 킹스컵                         | 김강남 19′, 43′ · 김성남 58′         | 3–1  | Bandid 64′    | 태국 B팀              | 태국 방콕 수파찰라사이 경기장              |      |      |
| 1978-5-25  | 1978년 재팬컵                         | 차범근 6′ · 이영무 17′ · 신현호 59′  | 3–0  |               | 일본 선발팀           | 일본 오카야마시                            |      |      |
| 1978-9-16  | 1978년 박대통령컵 쟁탈 국제축구대회   | 차범근 46′, 68′ · 김강남 57′, 59′    | 4–1  | Garcia 19′    | 미국 올림픽 대표팀    | 대한민국 서울특별시 서울운동장             |      |      |

### 1980년대
| 날짜       | 대회                          | 득점자                                                                    | 득점              | 상대득점                             | 상대팀                       | 개최장소                                         | 기사 | 비고 |
| ---------- | ----------------------------- | ------------------------------------------------------------------------- | ----------------- | ------------------------------------ | ---------------------------- | ------------------------------------------------ | ---- | ---- |
| 1980-8-23  | 1980년 대통령배 국제축구대회  | 황석근 68′, 78′                                                           | 2–0               |                                      | 말레이시아 B팀               | 대한민국 서울특별시 서울운동장                   |      |      |
| 1980-8-27  | 1980년 대통령배 국제축구대회  | 최순호 24′ · 이태엽 38′ · 이태호 50′ (페널티) · 정해원 55′                | 4–0               |                                      | 태국 B팀                     | 대한민국 대전시 대전공설운동장                   |      |      |
| 1980-8-29  | 1980년 대통령배 국제축구대회  | 정해원 33′, 85′ · 이강조 34′ · 조광래 44′ · 이태호 69′                    | 5–0               |                                      | 바레인 B팀                   | 대한민국 광주시 광주무등경기장                   |      |      |
| 1981-2-8   | 친선 경기                     | 이강조 89′                                                                | 1–1               | Herrera 22′                          | 멕시코 U-23                  | 멕시코 멕시코시티 에스타디오 아스테카            |      |      |
| 1981-8-13  | 1981년 자카르타 창립 기념대회 | 이강조 82′                                                                | 1–1               | ? 71′                                | 불가리아 선발팀              | 인도네시아 자카르타                              |      |      |
| 1981-8-15  | 1981년 자카르타 창립 기념대회 | 황석근 7′, ?′ · 변병주 48′ · 이강조 ?′, ?′ · 조광래 ?′ · 이태호 ?′ · ? ?′ | 8–0               |                                      | 인도네시아 B팀               | 인도네시아 자카르타                              |      |      |
| 1981-8-17  | 1981년 자카르타 창립 기념대회 | 황석근 37′, 72′                                                           | 2–0               |                                      | 태국 B팀                     | 인도네시아 자카르타 겔로라 세나얀 주경기장       |      |      |
| 1982-2-23  | 1982년 네루컵                 | 정해원 7′                                                                 | 1–1               | Celar 54′                            | 유고슬라비아 B팀             | 인도 캘커타 이든 가든스                          |      |      |
| 1982-2-26  | 1982년 네루컵                 | 최순호 20′, 40′, 89′ · 이태호 85′                                         | 4–2               | Marozzi 47′ · Guadalupi 60′          | 이탈리아 올림픽 대표팀       | 인도 캘커타 이든 가든스                          |      |      |
| 1982-5-2   | 1982년 킹스컵                 | 변병주 20′ · 조광래 47′} · 황석근 60′ · 이태호 65′ · 최순호 85′           | 5–0               |                                      | 태국 B팀                     | 태국 방콕 수파찰라사이 경기장                    |      |      |
| 1982-5-5   | 1982년 킹스컵                 | 정해원 11′ · 변병주 26′ · 최순호 44′ · 이강조 59′ · 이태호 70′            | 5–0               |                                      | 말레이시아 선발팀            | 태국 방콕 수파찰라사이 경기장                    |      |      |
| 1982-5-13  | 1982년 킹스컵                 | 정해원 21′                                                                | 1–0               |                                      | 태국 B팀                     | 태국 방콕 수파찰라사이 경기장                    |      |      |
| 1982-5-15  | 1982년 킹스컵                 | 최순호 12′ · 이강조 38′, 88′                                              | 3–1               | Alongkote 72′                        | 태국 B팀                     | 태국 방콕 수파찰라사이 경기장                    |      |      |
| 1982-6-7   | 1982년 대통령배 국제축구대회  | 박성화 41′ · 최순호 44′, 88′                                              | 3–0               |                                      | 인도네시아 선발팀            | 대한민국 대구직할시 대구시민운동장               |      |      |
| 1986-2-9   | 1986년 구정컵                 | 김용세 20′ · 최순호 83′                                                   | 2–0               |                                      | 홍콩 선발팀                  | 영국령 홍콩                                      |      |      |
| 1986-5-18  | 친선 경기                     | 차범근 52′ · 최순호 82′                                                   | 2–0               |                                      | 알리안사 리마                | 미국 로스앤젤레스 로스앤젤레스 메모리얼 콜리세움 |      |      |
| 1987-6-8   | 1987년 대통령배 국제축구대회  | 김삼수 37′                                                                | 1–0               |                                      | 헝가리 클럽 선발팀           | 대한민국 서울특별시 동대문운동장                 |      |      |
| 1987-12-19 | 1987년 메르데카 대회          | 노수진 30′ (페널티) · 김주성 65′                                          | 2–3               | Bielik 23′ · Daněk 25′ · Ekhardt 62′ | 체코슬로바키아 올림픽 대표팀 | 말레이시아 쿠알라룸푸르 스타디움 메르데카        |      |      |
| 1988-6-26  | 1988년 대통령배 국제축구대회  |                                                                           | 0–0 (연) (3–4 승) |                                      | 체코 선발팀                  | 대한민국 서울특별시 서울올림픽주경기장           |      |      |
| 1988-9-18  | 1988년 하계 올림픽            |                                                                           | 0–0               |                                      | 소련 올림픽 대표팀           | 대한민국 부산직할시 구덕운동장                   |      |      |
| 1988-9-22  | 1988년 하계 올림픽            | 노수진 14′                                                                | 1–2               | Alfaro Moreno 3′ · Fabbri 73′        | 아르헨티나 올림픽 대표팀     | 대한민국 부산직할시 구덕운동장                   |      |      |
| 1989-6-17  | 1989년 대통령배 국제축구대회  | 황선홍 16′                                                                | 1–1               | Henderson 51′                        | 미국 U-21                    | 대한민국 서울특별시 서울올림픽주경기장           |      |      |
| 1989-6-21  | 1989년 대통령배 국제축구대회  | 황선홍 51′ · 황보관 76′ · 박양하 78′                                      | 3–0               |                                      | 헝가리 U-21                  | 대한민국 광주직할시 광주무등경기장               |      |      |

### 1990년대
| 날짜      | 대회                         | 득점자                                        | 득점 | 상대득점                    | 상대팀             | 개최장소                       | 기사 | 비고 |
| --------- | ---------------------------- | --------------------------------------------- | ---- | --------------------------- | ------------------ | ------------------------------ | ---- | ---- |
| 1993-6-23 | 1993년 대통령배 국제축구대회 | 김정혁 16′ · 최문식 57′ (페널티) · 서정원 84′ | 3–0  |                             | 중국 올림픽 대표팀 | 대한민국 창원시 창원공설운동장 |      |      |
| 1993-6-26 | 1993년 대통령배 국제축구대회 | 정재권 75′                                    | 1–0  |                             | 체코 선발팀        | 대한민국 부산직할시 구덕운동장 |      |      |
| 1995-2-23 | 1995년 다이너스티컵          | 이기형 15′ · 고정운 39′ · 최용수 88′          | 3–2  | Greer 20′ · Bredbury 64′    | 홍콩 선발팀        | 영국령 홍콩 웡곡대구장         |      |      |
| 1998-1-25 | 1998년 킹스컵                | 신병호 85′                                    | 1–2  | Andersen 13′ · Bisgaard 73′ | 덴마크 B팀         | 태국 방콕 수파찰라사이 경기장  |      |      |
| 1998-3-7  | 1998년 다이너스티컵          | 최용수 90′                                    | 1–0  |                             | 홍콩 선발팀        | 일본 도쿄도 국립 경기장        |      |      |

### 2000년대–현재
| 날짜      | 대회             | 득점자                               | 득점 | 상대득점                             | 상대팀                 | 개최장소                                  | 기사      |
| --------- | ---------------- | ------------------------------------ | ---- | ------------------------------------ | ---------------------- | ----------------------------------------- | --------- |
| 2001-2-8  | 2001년 두바이컵  | 유상철 87′                           | 1–1  | Rokki 10′                            | 모로코 선발팀          | 아랍에미리트 두바이                       |           |
| 2001-2-14 | 2001년 두바이컵  |                                      | 0–2  | Mikkelsen 7′ · Nielsen 78′           | 덴마크 선발팀          | 아랍에미리트 두바이                       |           |
| 2005-8-14 | 남북통일축구대회 | 정경호 34′ · 김진용 36′ · 박주영 68′ | 3–0  |                                      | 조선민주주의인민공화국 | 대한민국 서울특별시 서울월드컵경기장      |           |
| 2006-2-4  | 연습 경기        | 김진규 1Q 13′ · 정조국 2Q 28′        | 2–1  | 2Q 18′                               | 미국                   | 미국 카슨 홈 디포 센터                    | 관련 기사 |
| 2009-6-2  | 친선 경기        |                                      | 0–0  |                                      | 오만                   | 아랍에미리트 두바이 자벨 스타디움         |           |
| 2011-10-7 | 친선 경기        | 박주영 65′, 76′                      | 2–2  | Lewandowski 29′ · Błaszczykowski 82′ | 폴란드                 | 대한민국 서울특별시 서울월드컵경기장      |           |
| 2015-1-4  | 친선 경기        | 하우사위 67′ (자책골) · 이정협 90+2′ | 2–0  |                                      | 사우디아라비아         | 오스트레일리아 패러매타 패러매타 스타디움 |           |

1. ↑  대한축구협회 홈페이지의 국가대표 경기결과에 기재되지 않았다.
2. 1 2  A매치 선수 교체 한도인 6명을 넘겨 교체해 국제 축구 연맹으로부터 공식 A매치로 인정받지 못했다.
3. ↑  오스트레일리아 축구 연맹이 실수로 A매치 신청 문서를 늦게 내 국제 축구 연맹으로부터 공식 A매치로 인정받지 못했다.

## 외국 선발팀 및 클럽과의 경기
| 날짜                | 대회                                  | 득점자                                                                     | 득점     | 상대득점                                            | 상대팀                        | 개최장소                                         | 기사      | 비고                        |
| ------------------- | ------------------------------------- | -------------------------------------------------------------------------- | -------- | --------------------------------------------------- | ----------------------------- | ------------------------------------------------ | --------- | --------------------------- |
| 1948-7-6            | 친선 경기                             | 정남식 5′, 44′, 47′, 55′ · 정국진 7′                                       | 5–1      | Tam Woon-cheung 27′                                 | 홍콩-중국인 연합팀            | 영국령 홍콩                                      |           |                             |
| 1949-1-2            | 친선 경기                             | 장경환 54′ · 정국진 62′                                                    | 2–3      | Lai Shiu-wing 30′, 89′ · Cheung Kam-hoi 32′         | 홍콩 중국인 선발팀            | 영국령 홍콩                                      |           |                             |
| 1949-1-4            | 친선 경기                             | 장경환 12′ · 김지성 77′                                                    | 2–3      | Kiernan 7′ · Mullen 22′, 69′                        | 홍콩 외국인 선발팀            | 영국령 홍콩                                      |           |                             |
| 1949-1-18           | 친선 경기                             |                                                                            | 5–0      |                                                     | 베트남 주둔 군인팀            | 프랑스령 인도차이나 사이공                       |           |                             |
| 1953-4-12           | 친선 경기                             |                                                                            | 0–2      | Harith 42′ (페널티) · Boon Seong 53′                | 중국 말라야 선발팀            | 싱가포르                                         |           |                             |
| 1953-4-14           | 친선 경기                             | 정남식 76′                                                                 | 1–2      | Davenport 2′ · 민병대 89′ (자책골)                  | 싱가포르 주둔 영국 군인팀     | 싱가포르                                         |           |                             |
| 1953-4-22           | 친선 경기                             | 최영근 5′ · 박일갑 11′ · 최정민 61′, 63′                                   | 4–0      |                                                     | 싱가포르-중국인 연합팀        | 싱가포르                                         |           |                             |
| 1953-5-7            | 친선 경기                             | 정남식 32′ · 최영근 54′                                                    | 2–0      |                                                     | 홍콩 주둔 영국 군인팀         | 영국령 홍콩                                      |           |                             |
| 1953-5-16           | 친선 경기                             | 박일갑 25′ · 최영근 51′                                                    | 2–4      | Au Chi Yin 18′, 55′, 62′ · Hau Ching-to 63′         | 홍콩 중국인 선발팀            | 영국령 홍콩                                      |           |                             |
| 1958-2-22           | 친선 경기                             | 우상권 59′                                                                 | 1–3      | Tang Sum 17′ · Ho Cheng-yau 53′ · Yiu Cheuk-yin 64′ | 중국인 선발팀                 | 영국령 홍콩                                      | [ 3 ]     |                             |
| 1958-3-4            | 친선 경기                             |                                                                            | 0–0      |                                                     | 중국인 선발팀                 | 영국령 홍콩                                      |           |                             |
| 1960-8-17           | 친선 경기                             | 정순천 9′ · 차태성 20′ · 박경화 63′ · 유판순 70′                           | 4–0      |                                                     | 피낭                          | 말라야 연방 피낭주                               |           |                             |
| 1960-8-19           | 친선 경기                             | 유판순 19′                                                                 | 1–2      | Rahman 5′, 61′                                      | 페락                          | 말라야 연방 페락주                               |           |                             |
| 1960-8-21           | 친선 경기                             | 차태성 25′ · 최정민 52′                                                    | 2–1      | ? 21′                                               | 슬랑오르                      | 말라야 연방 쿠알라룸푸르                         |           |                             |
| 1961-4-1            | 친선 경기                             | 정순천 67′ (페널티) · 이순명 75′                                           | 2–4      | Freitas 1′ · Veríssimo 44′, 57′ · Darcy Santos 48′  | 마두레이라                    | 대한민국 서울특별시 효창운동장                   | 관련 영상 |                             |
| 1961-4-2            | 친선 경기                             |                                                                            | 0–2      | Veríssimo 21′, 28′                                  | 마두레이라                    | 대한민국 서울특별시 효창운동장                   |           |                             |
| 1962-3-10           | 친선 경기                             |                                                                            | 0–1      | Gallardo 25′                                        | 스포르팅 크리스탈             | 대한민국 서울특별시 효창운동장                   | 관련 영상 |                             |
| 1962-3-11           | 친선 경기                             | 정순천 14′                                                                 | 1–3      | Gallardo 20′ · Quintos 61′ · ? 79′                  | 스포르팅 크리스탈             | 대한민국 서울특별시 효창운동장                   |           |                             |
| 1962-6-16           | 친선 경기                             | 차태성 21′                                                                 | 1–2      | Cheung Chi-wai 33′ · Kwok Yau 69′                   | 중국인 선발팀                 | 영국령 홍콩                                      |           |                             |
| 1963-8-20           | 친선 경기                             | 정순천 22′ · 허윤정 27′ · 차태성 65′, 70′                                  | 4–1      | ? 48′                                               | 피낭                          | 말라야 연방 피낭주                               |           |                             |
| 1963-9-1            | 친선 경기                             | 이현 4′ · 조남수 16′                                                       | 2–2      | ? 35′ · ? 60′                                       | 중국인 선발팀                 | 영국령 홍콩                                      |           |                             |
| 1963-9-3            | 친선 경기                             | 조윤옥 53′ · 최명곤 62′                                                    | 2–1      | ? 76′                                               | 중국인 선발팀                 | 영국령 홍콩                                      |           |                             |
| 1968-8-10           | 1968년 메르데카 대회                  |                                                                            | 0–3      | Van Oosten 27′ · Mcintosh 75′ · Segon 90′           | 웨스턴오스트레일리아주 선발팀 | 말레이시아 쿠알라룸푸르 스타디움 메르데카        |           |                             |
| 1974-6-15           | 친선 경기                             | 김재한 21′ · 박이천 22′                                                    | 2–1      | Brooks 75′                                          | 미들섹스 원더러스             | 대한민국 서울특별시 서울운동장                   |           |                             |
| 1974-6-17           | 친선 경기                             | 차범근 71′                                                                 | 1–1      | Brooks 31′                                          | 미들섹스 원더러스             | 대한민국 서울특별시 서울운동장                   |           |                             |
| 1974-12-22          | 홍콩 4개국 친선대회                   | 김진국 10′ · 고재욱 75′ · 차범근 80′                                       | 3–0      |                                                     | 사우스 차이나                 | 영국령 홍콩 홍콩대구장                           |           |                             |
| 1975-4-24 19시 30분 | 친선 경기                             | 김진국 77′                                                                 | 1–0      |                                                     | 테니스 보루시아 베를린        | 대한민국 서울특별시 서울운동장                   | 관련 기사 |                             |
| 1975-4-27 14시      | 친선 경기                             | 유동춘 85′                                                                 | 1–1      | Schulz 53′                                          | 테니스 보루시아 베를린        | 대한민국 서울특별시 서울운동장                   | 관련 기사 |                             |
| 1975-4-28 19시 30분 | 친선 경기                             | 박병철 19′                                                                 | 1–1      | Subklewe 54′                                        | 테니스 보루시아 베를린        | 대한민국 부산시 부산공설운동장                   | 관련 기사 |                             |
| 1975-5-10           | 1975년 박대통령컵 쟁탈 아시아축구대회 |                                                                            | 0–1      | Nazmi 37′                                           | 호마                          | 대한민국 서울특별시 서울운동장                   |           |                             |
| 1975-5-20           | 1975년 박대통령컵 쟁탈 아시아축구대회 | 허정무 18′                                                                 | 1–0      |                                                     | 호마                          | 대한민국 서울특별시 서울운동장                   |           |                             |
| 1976-2-15           | 친선 경기                             | 이영무 13′, 29′ · 조동현 70′                                               | 3–0      |                                                     | 호마                          | 대한민국 서울특별시 서울운동장                   | 관련 영상 |                             |
| 1976-6-1            | 친선 경기                             |                                                                            | 0–3      | Lester 27′ · Clements 50′, 85′                      | 맨체스터 시티                 | 대한민국 부산시 부산공설운동장                   |           | 1차전은 대한민국 B팀과 가짐 |
| 1976-6-3            | 친선 경기                             |                                                                            | 0–3      | Lester 6′ · Power 24′ · Tueart 30′                  | 맨체스터 시티                 | 대한민국 대구시 대구시민운동장                   |           |                             |
| 1976-9-19           | 1976년 박대통령컵 쟁탈 아시아축구대회 | 차범근 87′                                                                 | 1–1      | Wilson Luis 22′                                     | 캄페오나투 파울리스타 선발팀  | 대한민국 서울특별시 서울운동장                   |           |                             |
| 1976-9-25           | 1976년 박대통령컵 쟁탈 아시아축구대회 |                                                                            | 0–0 (연) |                                                     | 캄페오나투 파울리스타 선발팀  | 대한민국 서울특별시 서울운동장                   |           |                             |
| 1976-9-27 19:30     | 친선 경기                             | 박종원 38′                                                                 | 1–1      | W. Carrasco 12′                                     | 캄페오나투 파울리스타 선발팀  | 대한민국 부산시 부산공설운동장                   |           |                             |
| 1977-9-7            | 1977년 박대통령컵 쟁탈 아시아축구대회 | 조광래 33′ · 차범근 43′ · 김재한 84′, 85′                                  | 4–1      | ? 47′                                               | 라싱 베이루트                 | 대한민국 부산시 부산공설운동장                   |           |                             |
| 1977-9-11           | 1977년 박대통령컵 쟁탈 아시아축구대회 | 김진국 41′, 83′ · 신현호 51′, 77′, 86′ · 차범근 54′                        | 6–1      | Webb 60′                                            | 미들섹스 원더러스             | 대한민국 서울특별시 서울운동장                   |           |                             |
| 1977-9-15           | 1977년 박대통령컵 쟁탈 아시아축구대회 |                                                                            | 0–1      | Baroninho 13′                                       | 캄페오나투 파울리스타 선발팀  | 대한민국 서울특별시 서울운동장                   |           |                             |
| 1977-9-18           | 친선 경기                             | 차범근 66′ (페널티)                                                        | 1–2      | Baroninho 18′ · Nélson Borges 88′                   | 캄페오나투 파울리스타 선발팀  | 대한민국 부산시                                  |           |                             |
| 1978-5-13           | 친선 경기                             | 이영무 29′                                                                 | 1–1      | Viola 27′                                           | 볼로냐                        | 대한민국 서울특별시 서울운동장                   |           |                             |
| 1978-5-15           | 친선 경기                             | 허정무 89′                                                                 | 1–0      |                                                     | 볼로냐                        | 대한민국 부산시 부산공설운동장                   |           |                             |
| 1978-5-20           | 1978년 재팬컵                         |                                                                            | 0–1      | Frid 25′                                            | 파우메이라스                  | 일본 오사카시                                    |           |                             |
| 1978-5-23           | 1978년 재팬컵                         | 차범근 21′ · 김재한 63′ · 김호곤 88′ (페널티)                              | 3–4      | Simonsen 2′ · Hannes 9′ · Gores 52′ · Del'Haye 70′  | 보루시아 묀헨글라트바흐       | 일본 히로시마시                                  |           |                             |
| 1978-9-9            | 1978년 박대통령컵 쟁탈 국제축구대회   | 김재한 32′, 82′ · 김강남 68′                                               | 3–2      | Irwin 25′ · Graydon 48′ (페널티)                    | 워싱턴 디플로매츠             | 대한민국 서울특별시 서울운동장                   | 관련 영상 |                             |
| 1978-9-21           | 1978년 박대통령컵 쟁탈 국제축구대회   | 조광래 1′ · 허정무 16′ · 김강남 29′ · 김재한 48′ · 박상인 67′ · 신현호 75′ | 6–2      | Bakić 53′ · Stokes 89′                              | 워싱턴 디플로매츠             | 대한민국 서울특별시 서울운동장                   | 관련 영상 |                             |
| 1978-10-21          | 친선 경기                             | 박상인 39′                                                                 | 1–1      | Mosquera 29′                                        | 스포르팅 크리스탈             | 대한민국 부산시 부산공설운동장                   |           |                             |
| 1978-10-23          | 친선 경기                             |                                                                            | 0–0      |                                                     | 스포르팅 크리스탈             | 대한민국 대구시 대구시민운동장                   |           |                             |
| 1978-10-26          | 친선 경기                             | 황재만 15′ · 박상인 53′ · 신현호 65′                                       | 3–1      | Quesada 29′                                         | 스포르팅 크리스탈             | 대한민국 서울특별시 서울운동장                   |           |                             |
| 1979-5-4            | 친선 경기                             |                                                                            | 0–0      |                                                     | 스포르팅 크리스탈             | 대한민국 부산시 부산공설운동장                   |           |                             |
| 1979-5-6            | 친선 경기                             | 박용주 76′                                                                 | 1–1      | Bailetti 54′                                        | 스포르팅 크리스탈             | 대한민국 대구시 대구시민운동장                   |           |                             |
| 1979-5-8            | 친선 경기                             |                                                                            | 0–1      | Mosquera 86′                                        | 스포르팅 크리스탈             | 대한민국 서울특별시 서울운동장                   |           |                             |
| 1979-5-12           | 친선 경기                             |                                                                            | 0–1      | Aparicio 66′                                        | 스포르팅 크리스탈             | 대한민국 서울특별시 서울운동장                   |           |                             |
| 1979-7-9            | 친선 경기                             |                                                                            | 0–1      | Hrubesch 27′                                        | 함부르크 SV                   | 대한민국 부산시 부산공설운동장                   |           |                             |
| 1979-7-11           | 친선 경기                             |                                                                            | 0–1      | Gorski 78′                                          | 함부르크 SV                   | 대한민국 대구시 대구시민운동장                   |           |                             |
| 1979-7-14           | 친선 경기                             | 유건수 25′, 38′                                                            | 2–4      | Magath 8′, 62′ · Wehmeyer 16′ · Gorski 70′          | 함부르크 SV                   | 대한민국 광주시 광주무등경기장                   |           |                             |
| 1979-9-21           | 1979년 대통령배 국제축구대회          | 조광래 27′                                                                 | 1–2 (연) | Castro 20′ · Joadir Silva 95′                       | 비토리아                      | 대한민국 서울특별시 서울운동장                   |           |                             |
| 1979-9-28           | 친선 경기                             | 박성화 86′                                                                 | 1–0      |                                                     | 뉴욕 코스모스                 | 대한민국 부산시 부산공설운동장                   |           |                             |
| 1979-9-30           | 친선 경기                             | 허정무 5′ · 이정일 30′ · 박성화 81′                                        | 3–2      | Chinaglia 53′, 73′                                  | 뉴욕 코스모스                 | 대한민국 서울특별시 서울운동장                   |           |                             |
| 1980-6-11           | 친선 경기                             | 허정무 70′                                                                 | 1–2      | Nachtweih 16′ · Lorant 50′ (페널티)                 | 아인트라흐트 프랑크푸르트     | 대한민국 서울특별시 서울운동장                   | 관련 영상 |                             |
| 1980-6-13           | 친선 경기                             |                                                                            | 0–1      | 차범근 80′                                          | 아인트라흐트 프랑크푸르트     | 대한민국 부산시 부산공설운동장                   |           |                             |
| 1980-6-15           | 친선 경기                             | 이정일 3′ · 허정무 83′                                                     | 2–3      | 차범근 10′ · Hölzenbein 15′ · Nickel 55′            | 아인트라흐트 프랑크푸르트     | 대한민국 서울특별시 서울운동장                   |           |                             |
| 1980-7-18           | 친선 경기                             | 최순호 30′                                                                 | 1–2      | Júlio 7′ · Palhares 34′                             | 보아비스타                    | 대한민국 서울특별시 서울운동장                   |           |                             |
| 1980-7-21           | 친선 경기                             | 최순호 17′ · 이강조 60′                                                    | 2–0      |                                                     | 보아비스타                    | 대한민국 부산시 부산공설운동장                   |           |                             |
| 1980-7-23           | 친선 경기                             | 최순호 2′                                                                  | 1–2      | Palhares 56′ (페널티) · Barbosa 88′                 | 보아비스타                    | 대한민국 서울특별시 서울운동장                   |           |                             |
| 1981-2-22           | 친선 경기                             | 정해원 89′                                                                 | 1–2      | Morales 54′ · Bica 63′                              | 나시오날                      | 미국 로스앤젤레스                                |           |                             |
| 1981-2-25           | 친선 경기                             |                                                                            | 0–0      |                                                     | 과달라하라                    | 미국 로스앤젤레스                                |           |                             |
| 1981-4-1            | 친선 경기                             | 홍성호 14′ · 이태호 63′                                                    | 2–2      | Marinho 37′ · Souza 82′                             | 아메리카누                    | 대한민국 대구시 대구시민운동장                   |           |                             |
| 1981-4-5            | 친선 경기                             | 이영무 14′                                                                 | 1–0      |                                                     | 아메리카누                    | 대한민국 부산시 부산공설운동장                   |           |                             |
| 1981-6-13           | 1981년 대통령배 국제축구대회          | 변병주 5′                                                                  | 1–1      | Bellavia 51′                                        | 샤토루                        | 대한민국 서울특별시 서울운동장                   | 관련 영상 |                             |
| 1981-6-15           | 1981년 대통령배 국제축구대회          | 이강조 21′ · 변병주 41′, 77′ · 조광래 51′                                  | 4–1      | Malek 56′                                           | 자르브뤼켄                    | 대한민국 대전시 대전공설운동장                   |           |                             |
| 1981-6-19           | 1981년 대통령배 국제축구대회          | 변병주 74′                                                                 | 1–1      | Ballejo 40′ (페널티)                                | 라싱 코르도바                 | 대한민국 대구시 대구시민운동장                   |           |                             |
| 1981-6-24           | 1981년 대통령배 국제축구대회          | 정해원 30′ · 변병주 89′                                                    | 2–0      |                                                     | 다누비오                      | 대한민국 서울특별시 서울운동장                   |           |                             |
| 1981-6-26           | 1981년 대통령배 국제축구대회          | 정해원 50′ · 조광래 74′                                                    | 2–2      | Oyola 6′ · Molina 54′                               | 라싱 코르도바                 | 대한민국 서울특별시 서울운동장                   | 관련 영상 |                             |
| 1981-9-7            | 1981년 메르데카 대회                  |                                                                            | 0–2      | Cabino Kupfer 14′ · Luiz Barbosa 56′                | 상파울루 선발팀               | 말레이시아 쿠알라룸푸르 스타디움 메르데카        |           |                             |
| 1982-4-7            | 친선 경기                             | 권오손 2′ · 변병주 16′                                                     | 2–3      | Thiele 50′ · Ormslev 70′ · Bommer 72′               | 포르투나 뒤셀도르프           | 대한민국 서울특별시 서울운동장                   |           |                             |
| 1982-4-9            | 친선 경기                             | 강신우 61′                                                                 | 1–0      |                                                     | 포르투나 뒤셀도르프           | 대한민국 부산직할시 부산공설운동장               |           |                             |
| 1982-4-11           | 친선 경기                             | 최경식 45′ (페널티) · 조광래 71′                                           | 2–1      | Wenzel 70′                                          | 포르투나 뒤셀도르프           | 대한민국 광주시 광주무등경기장                   |           |                             |
| 1982-5-8            | 1982년 킹스컵                         | 권오손 66′                                                                 | 1–0      |                                                     | NIAC 미트라                   | 태국 방콕 수파찰라사이 경기장                    |           |                             |
| 1982-5-10           | 1982년 킹스컵                         | 이강조 6′ · 최순호 49′                                                     | 2–0      |                                                     | NIAC 미트라                   | 태국 방콕 수파찰라사이 경기장                    |           |                             |
| 1982-6-5            | 1982년 대통령배 국제축구대회          |                                                                            | 0–2      | Van de Kerkhof 43′ · Wildschut 65′                  | PSV 에인트호번                | 대한민국 서울특별시 서울운동장                   |           |                             |
| 1982-6-18           | 1982년 대통령배 국제축구대회          |                                                                            | 0–0 (연) |                                                     | 오페라리우                    | 대한민국 서울특별시 서울운동장                   |           |                             |
| 1982-10-23          | 친선 경기                             | 최경식 69′ (페널티)                                                        | 1–2      | Luizinho 36′ · Santos 79′                           | 바하우나스                    | 대한민국 부산직할시 구덕운동장                   | 관련 기사 |                             |
| 1982-10-25          | 친선 경기                             |                                                                            | 0–1      | Paulo 65′ (페널티)                                  | 바하우나스                    | 대한민국 서울특별시 서울운동장                   |           |                             |
| 1982-10-28          | 친선 경기                             | 강신우 16′                                                                 | 1–2      | Neeskens 24′ · Bogićević 39′                        | 뉴욕 코스모스                 | 대한민국 전주시 전주종합경기장                   |           |                             |
| 1982-10-30          | 친선 경기                             |                                                                            | 0–1      | Chinaglia 65′                                       | 뉴욕 코스모스                 | 대한민국 마산시 마산종합운동장                   |           |                             |
| 1983-5-1            | 친선 경기                             | 이태호 16′ · 정용환 65′                                                    | 2–1      | Mendonça 23′                                        | 포르투게자                    | 대한민국 서울특별시 서울운동장                   | 관련 기사 |                             |
| 1983-6-4            | 1983년 대통령배 국제축구대회          | 조민국 32′ · 이태호 71′ · 변병주 77′                                       | 3–1      | Corti 52′                                           | 제노아                        | 대한민국 서울특별시 서울운동장                   |           |                             |
| 1983-6-17           | 1983년 대통령배 국제축구대회          | 최순호 15′ · 변병주 36′                                                    | 2–3      | Koolhof 19′, 56′ · Thoresen 28′                     | PSV 에인트호번                | 대한민국 서울특별시 서울운동장                   |           |                             |
| 1983-6-22           | 친선 경기                             | Lee Kil-yong 44′, 89′ · 변병주 56′                                         | 3–1      | Scheller 17′                                        | 마인츠 05                     | 대한민국 서울특별시 서울운동장                   |           |                             |
| 1983-7-26           | 로스앤젤레스 4개국 친선대회           | 이태호 72′                                                                 | 1–2      | Aguirre 21′ · Alderete 88′                          | 클루브 아메리카               | 미국 로스앤젤레스 로스앤젤레스 메모리얼 콜리세움 |           |                             |
| 1984-3-1            | 친선 경기                             | 신연호 63′                                                                 | 1–1      | 김풍주 53′ (자책골)                                 | 포르투나 뒤셀도르프           | 대한민국 부산직할시 구덕운동장                   |           |                             |
| 1984-3-3            | 친선 경기                             | 이길용 51′ · 김종부 83′                                                    | 2–0      |                                                     | 포르투나 뒤셀도르프           | 대한민국 서울특별시 서울운동장                   |           |                             |
| 1984-4-5            | 친선 경기                             | 변병주 3′, 50′, 73′ · 이칠성 70′ · 신연호 72′ · 이태형 78′                 | 6–0      |                                                     | 인데펜디엔테                  | 대한민국 서울특별시 서울운동장                   |           |                             |
| 1984-5-30           | 1984년 대통령배 국제축구대회          | 이태호 40′, 87′ · 변병주 83′                                               | 3–2      | Winklhofer 39′ · Hoerster 82′                       | 바이어 04 레버쿠젠            | 대한민국 서울특별시 서울운동장                   |           |                             |
| 1984-6-1            | 1984년 대통령배 국제축구대회          | 변병주 42′ · 김종부 75′                                                    | 2–2      | Velásquez 55′ · La Rosa 76′                         | 알리안사 리마                 | 대한민국 광주시 광주무등경기장                   |           |                             |
| 1984-6-9            | 1984년 대통령배 국제축구대회          | 김삼수 35′ · 이길용 61′                                                    | 2–1      | Kohn 89′                                            | 바이어 04 레버쿠젠            | 대한민국 서울특별시 서울운동장                   |           |                             |
| 1984-10-2           | 올림픽주경기장 개장 기념 친선대회     |                                                                            | 0–0      |                                                     | 플루미넨시                    | 대한민국 서울특별시 서울올림픽주경기장           |           |                             |
| 1985-6-4            | 1985년 대통령배 국제축구대회          | 백종철 75′                                                                 | 1–1      | García 21′                                          | 우라칸                        | 대한민국 서울특별시 동대문운동장                 |           |                             |
| 1985-6-10           | 1985년 대통령배 국제축구대회          | 조광래 20′ · 이태호 67′                                                    | 2–1      | Pereira 77′                                         | 센트랄 에스파뇰               | 대한민국 대구직할시 대구시민운동장               |           |                             |
| 1985-6-12           | 1985년 대통령배 국제축구대회          | 이태호 50′                                                                 | 1–1      | Ado 86′                                             | 방구                          | 대한민국 서울특별시 동대문운동장                 |           |                             |
| 1987-6-16           | 1987년 대통령배 국제축구대회          | 최순호 14′ (페널티) · 최진한 17′, 37′                                      | 3–0      |                                                     | 데포르티보 에스파뇰           | 대한민국 청주시 청주공설운동장                   |           |                             |
| 1987-12-10          | 1987년 메르데카 대회                  | 이태호 58′ · 노수진 68′                                                    | 2–1      | Gudelj 88′                                          | 벨레주 모스타르               | 말레이시아 쿠알라룸푸르 스타디움 메르데카        |           |                             |
| 1987-12-12          | 1987년 메르데카 대회                  | 김삼수 62′ · Bashkirov 73′ (자책골)                                        | 2–1      | Storchak 2′                                         | 드네프르                      | 말레이시아 쿠알라룸푸르 스타디움 메르데카        |           |                             |
| 1987-12-14          | 1987년 메르데카 대회                  | 변병주 38′ · 최순호 60′                                                    | 2–0      |                                                     | 우이페슈트                    | 말레이시아 쿠알라룸푸르 스타디움 메르데카        |           |                             |
| 1988-6-16           | 1988년 대통령배 국제축구대회          | 여범규 15′ · 최순호 37′, 40′ · 최상국 56′ · 이태호 67′                     | 5–1      | Bizzarri 55′                                        | 세리에 C U-21 선발팀          | 대한민국 서울특별시 서울올림픽주경기장           |           |                             |
| 1988-6-21           | 1988년 대통령배 국제축구대회          | 최상국 23′                                                                 | 1–2      | Pacheco 41′ · Mariscal 85′                          | 클루브 아틀라스               | 대한민국 서울특별시 동대문운동장                 |           |                             |
| 1988-6-24           | 1988년 대통령배 국제축구대회          | 최순호 72′                                                                 | 1–0      |                                                     | 벨레주 모스타르               | 대한민국 서울특별시 동대문운동장                 |           |                             |
| 1988-6-28           | 1988년 대통령배 국제축구대회          | 이태호 20′, 64′ · 김용세 34′                                               | 3–2      | Ekarika 87′ · Ekpo 89′                              | 이우아냐누                    | 대한민국 서울특별시 서울올림픽주경기장           |           |                             |
| 1988-7-23           | 친선 경기                             | 노수진 7′                                                                  | 1–1      | Barán 65′                                           | 페냐롤                        | 대한민국 서울특별시 동대문운동장                 |           |                             |
| 1988-7-28           | 친선 경기                             | 김용세 12′ · 변병주 52′                                                    | 2–0      |                                                     | 페냐롤                        | 대한민국 부산직할시 구덕운동장                   |           |                             |
| 1988-8-9            | 친선 경기                             | 최윤겸 28′ · 김주성 47′                                                    | 2–2      | Pérez 52′ · Paz 58′                                 | 라싱 클루브                   | 대한민국 전주시                                  |           |                             |
| 1988-8-11           | 친선 경기                             | 최상국 61′, 69′                                                            | 2–2      | Acuña 40′ · Colombatti 42′                          | 라싱 클루브                   | 대한민국 광주직할시                              |           |                             |
| 1988-8-13           | 친선 경기                             |                                                                            | 0–0      |                                                     | 라싱 클루브                   | 대한민국 대전시                                  |           |                             |
| 1989-3-1            | 친선 경기                             | 이태호 69′, 88′                                                            | 2–2      | Kulkov 32′ · Kuznetsov 63′                          | 스파르타크 모스크바           | 대한민국 부산직할시 구덕운동장                   | 관련 기사 |                             |
| 1989-3-4            | 친선 경기                             |                                                                            | 0–2      | Ivanov 8′ · Shmarov 30′                             | 스파르타크 모스크바           | 대한민국 서울특별시 동대문운동장                 |           |                             |
| 1989-6-19           | 1989년 대통령배 국제축구대회          | 최순호 56′ (페널티) · 조긍연 83′                                           | 2–0      |                                                     | 벤피카                        | 대한민국 대전직할시 대전공설운동장               |           |                             |
| 1989-6-24           | 1989년 대통령배 국제축구대회          |                                                                            | 0–2      | Jensen 32′ · Pingel 44′                             | 브뢴뷔 IF                     | 대한민국 부산직할시 구덕운동장                   |           |                             |
| 1989-8-4            | 친선 경기                             | 황선홍 56′                                                                 | 1–0      |                                                     | 메탈리스트                    | 소련 하리코프                                    |           |                             |
| 1989-8-7            | 친선 경기                             | 황보관 23′ · 황선홍 44′                                                    | 2–2      | Pasulko 9′ (페널티) · Kuznetsov 52′                 | 스파르타크 모스크바           | 소련 모스크바                                    |           |                             |
| 1990-2-22           | 친선 경기                             | 변병주 25′                                                                 | 1–1      | Ureña 7′                                            | 레알 베티스                   | 스페인 세비야                                    |           |                             |
| 1990-3-8            | 친선 경기                             | 변병주 52′                                                                 | 1–0      |                                                     | 말뫼                          | 대한민국 수원시 수원종합운동장                   |           |                             |
| 1990-3-11           | 친선 경기                             | 변병주 10′                                                                 | 1–0      |                                                     | 말뫼                          | 대한민국 제주시 제주종합경기장                   |           |                             |
| 1990-5-2            | 친선 경기                             | 황선홍 23′                                                                 | 1–1      | Caballero 77′                                       | 클루브 과라니                 | 대한민국 안양시 안양공설운동장                   |           |                             |
| 1990-5-5            | 친선 경기                             | 최순호 26′                                                                 | 1–2      | Casco 73′ · Caballero 85′                           | 클루브 과라니                 | 대한민국 서울특별시 서울올림픽주경기장           |           |                             |
| 1990-5-9            | 1990년 칼텍스컵                       | 변병주 56′ (페널티)                                                        | 1–2      | Smith 29′ · Dixon 68′                               | 아스널                        | 싱가포르                                         |           |                             |
| 1990-5-17           | 친선 경기                             |                                                                            | 0–1      | Cherenkov 32′                                       | 스파르타크 모스크바           | 대한민국 수원시 수원종합운동장                   |           |                             |
| 1990-5-20           | 친선 경기                             | 변병주 20′ (페널티)                                                        | 1–3      | Morozov 14′ · Rodionov 18′, 52′                     | 스파르타크 모스크바           | 대한민국 전주시 전주종합경기장                   |           |                             |
| 1990-5-27           | 친선 경기                             | 노수진 55′ (페널티)                                                        | 1–1      | Sterath 21′                                         | 보루시아 도르트문트           | 대한민국 강릉시 강릉종합경기장                   |           |                             |
| 1990-5-30           | 친선 경기                             | 황보관 21′ · 노수진 86′ · 이영진 89′                                       | 3–1      | Driller 61′                                         | 보루시아 도르트문트           | 대한민국 대구직할시 대구시민운동장               |           |                             |
| 1993-6-21           | 1993년 대통령배 국제축구대회          | 황보관 1′ · 박정배 42′ · 김정혁 63′ · 정재권 86′                           | 4–0      |                                                     | 아틀란테                      | 대한민국 순천시 팔마종합운동장                   |           |                             |
| 1993-8-26           | 친선 경기                             |                                                                            | 0–0      |                                                     | 벨레스 사르스피엘드           | 대한민국 서울특별시 동대문운동장                 |           |                             |
| 1993-8-29           | 친선 경기                             | 김현석 47′                                                                 | 1–1      | Pico 9′                                             | 벨레스 사르스피엘드           | 대한민국 서울특별시 동대문운동장                 |           |                             |
| 1993-9-17           | 친선 경기                             | 김현석 24′ (페널티)                                                        | 1–1      | Mandrysz 83′                                        | 포곤 슈체친                   | 대한민국 서울특별시 동대문운동장                 |           |                             |
| 1993-9-19           | 친선 경기                             | 김정혁 61′                                                                 | 1–0      |                                                     | 포곤 슈체친                   | 대한민국 서울특별시 동대문운동장                 |           |                             |
| 1994-5-12           | 친선 경기                             | 최대식 33′ (페널티) · 황선홍 38′                                           | 2–2      | Ânderson 13′ · Argel 67′                            | 인테르나시오나우              | 대한민국 서울특별시 동대문운동장                 |           |                             |
| 1994-5-14           | 친선 경기                             |                                                                            | 0–1      | Ânderson 57′                                        | 인테르나시오나우              | 대한민국 서울특별시 동대문운동장                 |           |                             |
| 1994-5-18           | 친선 경기                             | 김현석 44′ · 하석주 60′ · 최문식 85′                                       | 3–1      | Scholz 81′                                          | 바이어 04 레버쿠젠            | 대한민국 부산직할시 구덕운동장                   |           |                             |
| 1994-5-22           | 친선 경기                             | 조진호 41′ · 김판근 84′                                                    | 2–0      |                                                     | 바이어 04 레버쿠젠            | 대한민국 서울특별시 서울올림픽주경기장           |           |                             |
| 1994-9-22           | 친선 경기                             | 고정운 16′ · 조진호 86′                                                    | 2–1      | Valdir Bigode 56′                                   | 바스쿠 다 가마                | 대한민국 서울특별시 동대문운동장                 |           |                             |
| 1994-9-25           | 친선 경기                             | 황선홍 35′ · 조진호 49′ · 강철 54′ · 박남열 81′                            | 4–4      | Valdir Bigode 18′, 58′, 83′ · França 39′            | 바스쿠 다 가마                | 대한민국 울산시 울산종합운동장                   |           |                             |

| 날짜           | 대회      | 득점자                  | 득점 | 결과                     | 상대팀            | 개최장소                       | 기사        | 비고                                |
| -------------- | --------- | ----------------------- | ---- | ------------------------ | ----------------- | ------------------------------ | ----------- | ----------------------------------- |
| 1967-6-4       | 친선 경기 | 이이우 70′              | 1–2  | Lister 50′ · Brayton 87′ | 미들섹스 원더러스 | 대한민국 서울특별시 효창운동장 | 관련 기사   | 1차전은 대한민국 B팀과 가짐         |
| 1970-3-29 14시 | 친선 경기 |                         | 0–0  |                          | 플라멩구          | 대한민국 서울특별시 서울운동장 | 관련 기사   | 1차전은 대한민국 B팀과 가짐         |
| 1970-4-1 18시  | 친선 경기 | 이회택 35′, 82′         | 2–1  | Bexiga 66′               | 플라멩구          | 대한민국 서울특별시 서울운동장 | 관련 기사   | 1차전은 대한민국 B팀과 가짐         |
| 1970-5-11 19시 | 친선 경기 | 정병탁 27′              | 1–1  | Afonsinho 60′            | 올라리아          | 대한민국 서울특별시 서울운동장 | [ 5 ]       | 1차전은 대한민국 B팀과 가짐         |
| 1970-5-13 19시 | 친선 경기 |                         | 0–0  |                          | 올라리아          | 대한민국 서울특별시 서울운동장 | [ 6 ]       |                                     |
| 1970-7-5       | 친선 경기 | 박수일 24′ · 정병탁 42′ | 2–1  | Aabling 52′              | 볼클루벤 1903     | 대한민국 서울특별시 서울운동장 | [ 7 ] [ 8 ] | 1차전은 대한민국 대학 선발팀과 가짐 |

| 친선 경기 1970-7-7                        | 대한민국   | 1 – 1 | 볼클루벤 1903 | 대한민국 서울특별시 서울운동장 |  |
| 19시                                      | 김창일 78′ | [ 9 ] | Flindt 87′    |                                |  |
| 비고: 1차전은 대한민국 대학 선발팀과 가짐 |            |       |               |                                |  |

| 친선 경기 1970-9-5                | 대한민국   | 1 – 1              | 벤피카               | 대한민국 서울특별시 서울운동장 |  |
| 15시                              | 이회택 67′ | 관련 기사관련 영상 | Eusébio 85′ (페널티) |                                |  |
| 비고: 1차전은 대한민국 B팀과 가짐 |            |                    |                      |                                |  |

| 친선경기 1971-1-15 | 아르헨티나 올림픽 대표팀 | 3 – 1     | 대한민국   | 알레플라타 아르헨티나 |  |  |
|                    |                          | 관련 기사 | 박수일 66′ |                       |  |  |
|                    |                          |           |            |                       |  |  |

| 친선경기 1971-1-18 | 아르헨티나 청소년선발팀 | 3 – 1     | 대한민국   | 알레플라타 아르헨티나 |  |  |
|                    |                         | 관련 기사 | 장다석 73′ |                       |  |  |
|                    |                         |           |            |                       |  |  |

| 친선 경기 1971-1-29 | 노로에스테 | 2 – 0 | 대한민국 | 바우루 브라질 |  |  |
|                     |            |       |          |               |  |  |
|                     |            |       |          |               |  |  |

| 친선 경기 1971-1-31 | 코메르시알 | 3 – 2 | 대한민국      | 히베이랑프레투 브라질 |  |  |
|                     |            |       | 박이천 이회택 |                       |  |  |
|                     |            |       |               |                       |  |  |

| 친선 경기 1971-2-3 | Ferroviária | 3 – 1 | 대한민국 | 아라라쿠아라 브라질 |  |  |
|                    |             |       | 김기효   |                     |  |  |
|                    |             |       |          |                     |  |  |

| 1971-7-24       | 친선 경기                             | 정규풍 11′ · 박이천 47′, 79′                                                        | 3–3 | Copland 39′ · Gordon 42′ · K. Cameron 67′            | 던디 유나이티드            | 대한민국 서울특별시 서울운동장                      | 관련 기사관련 영상 | 1차전은 대한민국 B팀과 가짐 |
| 1971-7-26       | 친선 경기                             | 박수덕 18′, 28′ · 박수일 56′                                                        | 3–4 | A. Reid 25′ · Reid 33′ · Gordon 37′ · K. Cameron 63′ | 던디 유나이티드            | 대한민국 서울특별시 서울운동장                      | 관련 기사          |                             |
| 1971-8-26 19시  | 친선경기                              | 박이천 58′ (페널티) · 정규풍 72′                                                    | 2-4 | José Torres 25′, 49′ (페널티) · Guerreiro 69′        | 비토리아 세투발            | 대한민국 서울특별시 서울운동장                      | 관련 기사          |                             |
| 1971-8-28 16시  | 친선경기                              |                                                                                     | 0-2 | José Torres 1′ · Arcanjo 19′                         | 비토리아 세투발            | 대한민국 서울특별시 서울운동장                      | 관련 기사          |                             |
| 1971-8-30       | 친선경기                              |                                                                                     | 0-3 | José Torres 14′, 22′ · José Maria 71′                | 비토리아 세투발            | 대한민국 서울특별시 서울운동장                      | 관련 기사          |                             |
| 1972-5-28       | 친선 경기                             |                                                                                     | 0–3 | Hunt 37′ · Graham 51′ · Mortimer 63′                 | 코번트리 시티              | 대한민국 서울특별시 서울운동장                      | 관련 기사          | 1차전은 대한민국 B팀과 가짐 |
| 1972-6-2        | 친선 경기                             | 차범근 68′ · 이회택 71′                                                             | 2–3 | Alcindo 32′ · Pelé 57′ · Leo Oliveira 86′            | 산투스                     | 대한민국 서울특별시 서울운동장                      | 관련 기사관련 영상 | 펠레 출전                   |
| 1973-4-19 19시  | 친선경기                              | 김기효 74′                                                                          | 1-0 |                                                      | 미들섹스 원더러스          | 대한민국 서울특별시 서울운동장                      | 관련 기사          |                             |
| 1973-4-21 15시  | 친선경기                              | 차범근 49′ · 박이천 62′ · 강태현 89′                                                | 3-1 | 윈소올 83′                                           | 미들섹스 원더러스          | 대한민국 서울특별시 서울운동장                      | 관련 기사          |                             |
| 1974-5-11       | 1974년 박대통령컵 쟁탈 아시아축구대회 | 박이천 41′ · 차범근 60′, 87′                                                        | 2–1 |                                                      | 일본 B팀                   | 대한민국 서울특별시 서울운동장                      | 관련 영상          |                             |
| 1974-5-15       | 1974년 박대통령컵 쟁탈 아시아축구대회 | 김재한 22′ · 이회택 49′ · 박이천 55′, 79′                                           | 4–0 |                                                      | 말레이시아 B팀             | 대한민국 서울특별시 서울운동장                      |                    |                             |
| 1974-5-20       | 1974년 박대통령컵 쟁탈 아시아축구대회 | 박이천 5′, 27′ · 고재욱 8′ · Sukirman 32′ (자책골) · 김재한 44′, 74′ · 차범근 66′   | 7–1 | Tumsila 16′                                          | PSMS 메단                  | 대한민국 서울특별시 서울운동장                      |                    |                             |
| 1976-9-29 19:30 | 친선 경기                             |                                                                                     | 0-2 | 딴티 노 1′ · 키타카 65′                              | 브라질 선발팀              | 대한민국 대구시 대구시민운동장                      |                    |                             |
| 1977-2-22       | 친선경기                              | 조광래                                                                              | 1–0 |                                                      | SSW Innsbruck              | 인스부르크 오스트리아                               |                    |                             |
| 1981-08-21      | 자카르타컵                            | 변병주 14′ · 최경식 98′                                                             | 2–2 | 무스타포프 이브림 61′,Krasimir Kovachev (페널티)     | 불가리아 선발팀            | 자카르타 인도네시아                                 | 관련 기사          |                             |
| 1985-12-19      | 친선경기                              | 김주성 30′                                                                          | 1–1 | 하세야스                                             | 아틀란테                   | 멕시코시티 멕시코                                   | 관련 기사          |                             |
| 1986-02-23      | 친선경기                              | 이태호 70′, 85′                                                                     | 2-0 |                                                      | Viktoria Goch              | 고흐 서독                                           | 관련 기사          |                             |
| 1986-02-26      | 친선경기                              | 이태호 30′ · 김종부 50′ · 김주성 77′                                                | 3-2 | Walter De Greef 15′ · Morten Olsen 47′               | RSC 안데를레흐트           | 브뤼셀 벨기에                                       | 관련 기사          |                             |
| 1986-03-02      | 친선경기                              |                                                                                     | 0-2 |                                                      | FC Bocholt                 | 보홀트 서독                                         | 관련 기사          |                             |
| 1986-03-04 18시 | 친선경기                              | 박창선 ?′ (페널티)                                                                  | 1-2 | Alois Reinhardt 3′ · Falko Götz 67′                  | 바이어 04 레버쿠젠         | 레버쿠젠 서독                                       | 관련 기사          |                             |
| 1986-03-09      | 친선경기                              | 이태호 43′, 87′ · 조민국 50′                                                        | 3-1 | 52′ (페널티)                                         | Jülich 10/97 e.V.          | 율리히 서독                                         | 관련 기사          |                             |
| 1986-03-11      | 친선경기                              |                                                                                     | 0-0 |                                                      | 서독 청소년선발팀          | Stadion Oberwerth 코블렌츠 서독                     | 관련 기사          |                             |
| 1986-03-18      | 친선경기                              | 박창선 20′ (페널티) · 변병주 26′, 70′ · 김삼수 89′                                  | 4-1 | Frédéric Christen 51′                                | AS 모나코                  | 스타드 루이 II 모나코 프랑스                        | 관련 기사          |                             |
| 1986-05-05      | 친선경기                              |                                                                                     | 0-2 | 17′ 73′                                              | CD 과달라하라              | 산호세 미국                                         | 관련 기사          |                             |
| 1986-05-13      | 친선경기                              | 김종부3 이태호3 변병주 차범근                                                       | 8-0 |                                                      | 콜로라도 대학교            | 덴버 미국                                           | 관련 기사          |                             |
| 1986-5-14       | 연습 경기                             | 강득수 83′                                                                          | 1–4 | Hateley 37′ · Robson 41′ · Dixon 61′, 88′            | 잉글랜드                   | 미국 콜로라도스프링스 파운틴밸리 스쿨 오브 콜로라도 | 관련 기사          |                             |
| 1986-05-25      | 친선경기                              | 노수진 10′ · 차범근 20′, 23′, 42′ · 이태호 59′ (페널티)                             | 5-2 |                                                      | 네사우왈코요틀             | 멕시코시티 멕시코                                   | 관련 기사          |                             |
| 1986-05-28      | 친선경기                              | 이태호 12′, 44′, 87′ · 변병주 14′ · 조영증 16′} · 강득수 53′, 73′ · 김종부 57′, 83′ | 9-0 |                                                      | 멕시코 청소년선발팀        | 멕시코시티 멕시코                                   | 관련 기사          |                             |
| 1986-05-29      | 친선경기                              | 차범근 21′, 73′ · 최순호 30′                                                        | 3-1 |                                                      | 코레스타                   | 멕시코시티 멕시코                                   |                    |                             |
| 1990-02-07      | 친선경기                              | 변병주 17′, 55′ · 최순호 52′ · 황보관 70′                                           | 4-1 |                                                      | FC 장크트파울리            | National Stadium 발레타 몰타                        | 관련 기사          |                             |
| 1990-02-09      | 친선경기                              | 노수진 15′, 89′ · 황보관 73′                                                        | 3-0 |                                                      | 노르웨이                   | 발레타 몰타                                         | 관련 기사          |                             |
| 1992-10-24      | 친선경기                              | 이기범 1′                                                                           | 1-1 | 주아히르 12′                                         | 아랍에미리트               | 목동운동장 서울 대한민국                            | 관련 기사          |                             |
| 1993-01-20      | 친선경기                              | 하석주 79′                                                                          | 1-0 |                                                      | 부퍼탈러                   | 부퍼탈 독일 Stadion am Zoo                          | 관련 기사          |                             |
| 1993-01-23      | 친선경기                              | 고정운 7′ · 홍명보 83′ (페널티)                                                     | 2-0 |                                                      | Viktoria Köln              | 뒤셀도르프 독일Viktoria Köln 보조구장               | 관련 기사          |                             |
| 1993-01-26      | 친선경기                              | 하석주 ?′                                                                           | 2-6 |                                                      | 보루시아 묀헨글라트바흐    | 뒤스부르크 독일                                     | 관련 기사          |                             |
| 1993-01-27      | 친선경기                              |                                                                                     | 0-1 |                                                      | 카를 차이스 예나           | 뒤스부르크 독일                                     | 관련 기사          |                             |
| 1993-01-30      | 친선경기                              | 하석주 신홍기                                                                       | 2-0 |                                                      | 포르투나 뒤셀도르프        | 뒤셀도르프 독일 Stadion Ratingen                    | 관련 기사          |                             |
| 1993-02-02      | 친선경기                              | 하석주 ?                                                                            | 2-2 |                                                      | 바이어 04 레버쿠젠         | 레버쿠젠 독일                                       | 관련 기사          |                             |
| 1993-02-05      | 친선경기                              |                                                                                     | 0-3 |                                                      | SG 바텐샤이트 09           | 뒤스부르크 독일베다우스포츠슐레경기장               | 관련 기사          |                             |
| 1993-02-09      | 친선경기                              | 하석주 16′, 63′ · 정광석 66′                                                        | 3-2 |                                                      | FC 쾰른                    | 쾰른 독일                                           | 관련 기사          |                             |
| 1993-10-06      | 친선경기                              | 김주성 2Q 9′, 13′ · 황선홍 2Q 13′                                                   | 3-5 | 1Q ?′,1Q ?′,1Q ?′,1Q ?′, 3Q ?′                       | 독일 올림픽 대표팀         | 헤네프 독일하네프스포츠 학교                        | 관련 기사          |                             |
| 1994-02-23      | 친선경기                              |                                                                                     | 0-1 |                                                      | Los Angeles Salsa          | 로스앤젤레스 미국                                   | 관련 기사          |                             |
| 1994-03-10      | 친선경기                              | 최문식 12′                                                                          | 1-0 |                                                      | CD 팔레스티노              | 로스앤젤레스 미국                                   | 관련 기사          |                             |
| 1994-03-17      | 친선경기                              | ???                                                                                 | 7-1 |                                                      | 미국                       | 댈러스 미국                                         | 관련 기사          |                             |
| 1995-6-3        | 1995년 코리아컵 국제축구대회          | 유상철 2′, 29′                                                                      | 2–0 |                                                      | 캄페오나투 카리오카 선발팀 | 대한민국 서울특별시 서울올림픽주경기장              |                    |                             |
| 1995-6-7        | 1995년 코리아컵 국제축구대회          | 황선홍 27′, 70′ · 윤상철 56′ · 김판근 58′ · 노상래 77′                              | 5–1 | Findlay 45′                                          | 킬마녹                     | 대한민국 서울특별시 동대문운동장                    |                    |                             |
| 1995-9-30       | 친선 경기                             | 하석주 45′                                                                          | 1–2 | Mac Allister 41′ · Martínez 89′                      | 보카 주니어스              | 대한민국 서울특별시 서울올림픽주경기장              | 관련 영상          | 마라도나, 카니히아 출전     |
| 1996-5-24       | 친선 경기                             | 서정원 40′ · 고정운 43′ · 황선홍 56′                                                | 3–2 | Weah 4′ · Locatelli 90′                              | AC 밀란                    | 대한민국 서울특별시 서울올림픽주경기장              | 관련 영상          | 바조, 웨아, 파팽 출전       |
| 1996-5-27       | 친선 경기                             | 서정원 5′ · 고정운 19′ · 유상철 56′ · 하석주 90′                                    | 4–0 |                                                      | 유벤투스                   | 대한민국 서울특별시 서울올림픽주경기장              | 관련 기사관련 영상 | 비알리 출전                 |
| 1996-6-1        | 친선 경기                             | 서정원 41′ · 노상래 67′ (페널티) · 김도훈 78′                                       | 3–4 | Élber 4′ · Berthold 49′ · Sigurðsson 64′ · Haber 89′ | 슈투트가르트               | 대한민국 수원시 수원종합운동장                      |                    |                             |
| 1998-2-13       | 친선 경기                             | 양현정 20′                                                                          | 1–2 | Salapasidis 79′ · Chipperfield 81′                   | 울런공 울브스              | 오스트레일리아 울런공 울런공 쇼그라운드             |                    |                             |
| 1998-2-15       | 친선 경기                             | 최용수 29′                                                                          | 1–0 |                                                      | 시드니 유나이티드          | 오스트레일리아 시드니 파클리 경기장                 |                    |                             |
| 1998-2-17       | 친선 경기                             | 최용수 42′, 56′ · 유상철 74′                                                        | 3–1 | Maloney 40′                                          | 마르코니 스탤리언스        | 오스트레일리아 시드니 마르코니 경기장               |                    |                             |
| 1998-4-6        | 친선 경기                             | 진순진 34′                                                                          | 1–2 | Bassett 55′ · Damet 62′                              | 생드니                     | 프랑스 생드니 스타드 드 프랑스                      |                    |                             |
| 1998-4-11       | 친선 경기                             | 김도근 43′ · 최용수 67′                                                             | 2–1 | Saha 24′                                             | 메스                       | 프랑스 메스 스타드 생생포리앵                       |                    |                             |
| 2006-2-8        | 친선 경기                             | 이동국 21′ · 김두현 76′ · 이천수 78′                                                | 3–0 |                                                      | 로스앤젤레스 갤럭시        | 미국 카슨 홈 디포 센터                              |                    |                             |
| 2010-1-12       | 친선 경기                             |                                                                                     | 0–0 |                                                      | 플래티넘 스타스            | 남아프리카 공화국 포켕 로열 바포켕 스타디움         | 관련 기사          |                             |
| 2010-1-14       | 친선 경기                             | 이동국 25′, 30′ · 김보경 49′                                                        | 3–1 | Makhubo 24′                                          | 베이 유나이티드            | 남아프리카 공화국 포트엘리자베스                    | 관련 기사          |                             |
| 2011-1-4        | 친선 경기                             | 이청용 35′ · 기성용 38′ (페널티)                                                    | 2–0 |                                                      | 알자지라 클럽              | 아랍에미리트 아부다비 모함메드 빈 자예드 스타디움   | 관련 기사          |                             |

## 하위 대표팀 및 국내 클럽과의 경기
| 날짜             | 대회                                | 득점자                                                                                | 득점     | 상대득점                                      | 상대팀                | 개최장소                               | 링크               | 비고                        |
| ---------------- | ----------------------------------- | ------------------------------------------------------------------------------------- | -------- | --------------------------------------------- | --------------------- | -------------------------------------- | ------------------ | --------------------------- |
| 1962-8-11        | 친선 경기                           |                                                                                       | 0–0      |                                               | 대한민국 군인 대표팀  | 대한민국 서울특별시 효창운동장         |                    |                             |
| 1962-8-12        | 친선 경기                           | 박경화 65′ · 조윤옥 66′                                                               | 2–0      |                                               | 대한민국 B팀          | 대한민국 서울특별시 효창운동장         |                    |                             |
| 1963-4-25        | 친선 경기                           |                                                                                       | 0–1      | ? 73′ (페널티)                                | 대한민국 B팀          | 대한민국 서울특별시 효창운동장         |                    |                             |
| 1964-8-15        | 친선 경기                           |                                                                                       | 1–3      |                                               | 대한민국 B팀          | 대한민국 서울특별시 효창운동장         |                    |                             |
| 1964-9-20        | 친선 경기                           | 조윤옥 3′, 8′ · 조성달 80′                                                            | 3–0      |                                               | 대한민국 B팀          | 대한민국 서울특별시 효창운동장         |                    |                             |
| 1964-9-21        | 친선 경기                           | 허윤정 7′ · 김삼락 41′ · ? ?′ · ? ?′                                                  | 4–0      |                                               | 대한민국 B팀          | 대한민국 서울특별시 효창운동장         |                    |                             |
| 1965-8-1         | 친선 경기                           | 허윤정 75′                                                                            | 1–1      | Kim Chang-eui 78′                             | 대한중석 축구단       | 대한민국 서울특별시 서울운동장         |                    |                             |
| 1976-6-24        | 친선 경기                           | 박상인 68′                                                                            | 1–1      | 박용주 83′                                    | 대한민국 B팀          | 대한민국 서울특별시 서울운동장         |                    |                             |
| 1976-6-26        | 친선 경기                           |                                                                                       | 0–0      |                                               | 대한민국 B팀          | 대한민국 전주시 전주공설운동장         |                    |                             |
| 1976-6-27        | 친선 경기                           | 김진국 1′ · 차범근 40′                                                                | 2–3      | 조동현 58′, 60′ · 신현호 68′                  | 대한민국 B팀          | 대한민국 청주시 청주공설운동장         |                    |                             |
| 1977-2-6         | 친선 경기                           | 차범근 3′ · 김강남 51′, 75′ · 조광래 64′ · 허정무 88′                                 | 5–0      |                                               | 대한민국 U-20         | 대한민국 부산시 부산공설운동장         |                    |                             |
| 1977-12-18       | 친선 경기                           | 박종원 50′ · 김강남 72′                                                               | 2–0      |                                               | 대한민국 B팀          | 대한민국 광주시 광주무등경기장         |                    |                             |
| 1978-8-25        | 친선 경기                           |                                                                                       | 0–1      | 박창선 73′                                    | 대한민국 B팀          | 대한민국 부산시 부산공설운동장         |                    |                             |
| 1978-8-27        | 친선 경기                           | 허정무 40′ · 박상인 49′ · 차범근 63′ · 김재한 70′ · 김강남 84′                        | 5–0      |                                               | 대한민국 B팀          | 대한민국 대구시 대구시민운동장         |                    |                             |
| 1978-09-19       | 1978년 박대통령컵 쟁탈 국제축구대회 | 김재한 26′                                                                            | 1–0      |                                               | 대한민국 B팀          | 대한민국 서울특별시 서울운동장         |                    |                             |
| 1979-09-19       | 1979년 대통령배 국제축구대회        | 조광래 52′, 75′ · 허정무 64′, 89′                                                     | 4–1      | 박항서 31′                                    | 대한민국 B팀          | 대한민국 서울특별시 서울운동장         |                    |                             |
| 1980-8-9         | 친선 경기                           | 황석근 5′                                                                             | 1–0      |                                               | 대한민국 B팀          | 대한민국 강릉시 강릉종합경기장         |                    |                             |
| 1980-8-15        | 친선 경기                           | 이태엽 30′, 73′ · 이영무 35′                                                          | 3–0      |                                               | 대한민국 B팀          | 대한민국 청주시 청주공설운동장         |                    |                             |
| 1980-8-17        | 친선 경기                           | 이태엽 29′ · 이영무 43′                                                               | 2–2      | 김용세 42′ · Jo Gwan-seop 84′                 | 대한민국 B팀          | 대한민국 대전시 대전공설운동장         |                    |                             |
| 1980-8-31        | 1980년 대통령배 국제축구대회        | 정해원 39′, 67′ · 최순호 44′                                                          | 3–0      |                                               | 대한민국 B팀          | 대한민국 부산시 부산공설운동장         |                    |                             |
| 1981-1-25        | 친선 경기                           | 박성화 25′                                                                            | 1–0      |                                               | 대한민국 청소년대표팀 | 대한민국 부산시                        |                    |                             |
| 1981-1-26        | 친선 경기                           | 변병주 74′                                                                            | 1–1      | Choi Jong-gap 67′                             | 대한민국 대학 선발팀  | 대한민국 부산시                        |                    |                             |
| 1982-06-16       | 대통령배 국제축구대회               | 이강조 18′ · 이태호 19′                                                               | 2-1      | 오석재 24′                                    | 할렐루야 축구단       | 대한민국 서울특별시 서울운동장         |                    |                             |
| 1984-3-24        | 친선 경기                           |                                                                                       | 0–0      |                                               | 유공 코끼리           | 대한민국 서울특별시 서울올림픽주경기장 |                    |                             |
| 1984-06-07       | 대통령배 국제축구대회               | 정해원 56′                                                                            | 1–2 (연) | 변일우 55′ · 김정희 111′                      | 할렐루야 축구단       | 대한민국 서울특별시 서울운동장         |                    |                             |
| 1985-6-17        | 1985년 대통령배 국제축구대회        | 변병주 74′                                                                            | 1–0      |                                               | 대한민국 B팀          | 대한민국 서울특별시 동대문운동장       | 관련 기사관련 영상 |                             |
| 1987-6-19        | 1987년 대통령배 국제축구대회        | 김용세 30′ (페널티) · 김삼수 92′ · 정해원 116′                                        | 3–1 (연) | 윤성효 2′                                     | 대한민국 B팀          | 대한민국 서울특별시 서울올림픽주경기장 |                    |                             |
| 1988-6-6         | 친선 경기                           | 이태호 36′                                                                            | 1–1      | 송주석 51′                                    | 대한민국 대학 선발팀  | 대한민국 서울특별시 동대문운동장       |                    |                             |
| 1996-4-21        | 친선 경기                           | 김도훈 15′ · 황선홍 42′                                                               | 2–1      | 이경수 41′                                    | 대한민국 U-23         | 대한민국 서울특별시 서울올림픽주경기장 | 관련 기사          |                             |
| 2005-5-26        | 연습 경기                           | 박주영 37′ · 안정환 43′ · 이동국 77′                                                  | 3–0      |                                               | 경희대학교            | 대한민국 파주시 파주 NFC               | 관련 기사          |                             |
| 2005-5-28        | 연습 경기                           | 안정환 1Q 40′ · 김진용 2Q 5′, 3Q · 박주영 3Q · 차두리 3Q                              | 5–0      |                                               | 경희대학교            | 대한민국 서울특별시 서울월드컵경기장   | 관련 기사          |                             |
| 2005-7-27 16:30  | 연습 경기                           | 김진용 1Q 5′ · 이동국 2Q 5′ · 백지훈 3Q 23′                                           | 3–0      |                                               | 건국대학교            | 대한민국 파주시 파주 NFC               | 관련 기사          |                             |
| 2008-2-11 15:00  | 연습 경기                           | 구자철 1Q 21′ (페널티) · 이근호 2Q 13′ · 박주영 3Q 10′ · 고기구 3Q                    | 4–1      | 김주봉 3Q 8′                                  | 숭실대학교            | 대한민국 파주시 파주 NFC               | 관련 기사          |                             |
| 2008-5-28 16:00  | 연습 경기                           | 박주영 1Q 5′ · 김치우 3Q 30′                                                          | 2–3      | 한승현 2Q 23′ · 임진영 3Q 25′ · 박병원 3Q 28′ | 고양 KB국민은행       | 대한민국 파주시 파주 NFC               | 관련 기사          |                             |
| 2009-1-15 14:30  | 연습 경기                           | 강민수 64′                                                                            | 1–1      | 전성찬 52′                                    | 광운대학교            | 대한민국 서귀포시 서귀포시민축구장     | 관련 기사          |                             |
| 2009-1-16        | 연습 경기                           | 정조국 56′                                                                            | 1–1      | 최재영 8′                                     | 고양 KB국민은행       | 대한민국 서귀포시 서귀포시민축구장     | 관련 기사          |                             |
| 2009-1-19        | 연습 경기                           | 이청용 36′, 56′ · 이근호 41′, 72′                                                     | 4–0      |                                               | 숭실대학교            | 대한민국 서귀포시 제주월드컵경기장     | 관련 기사          |                             |
| 2009-1-21        | 연습 경기                           | 정조국 2′ · 이근호 10′ · 염기훈 24′, 47′ · 기성용 37′                                 | 5–1      | 알미르 73′                                    | 울산 현대             | 대한민국 서귀포시 제주월드컵경기장     | 관련 기사          |                             |
| 2009-1-23        | 연습 경기                           | 이근호 29′                                                                            | 1–0      |                                               | 울산 현대             | 대한민국 서귀포시 제주월드컵경기장     | 관련 기사          |                             |
| 2010-2-2         | 연습 경기                           | 이근호 1Q 17′ · 염기훈 1Q 23′ · 김보경 2Q 19′, 20′, 44′ (페널티)                      | 5–2      | 배동현 1Q 28′ · 김정욱 2Q 14′                 | 목포시청              | 대한민국 목포시 목포국제축구센터       | 관련 기사          |                             |
| 2010-10-9 14시   | 연습 경기                           | 이청용 20′ · 박지성 30′ · 기성용 · 박주영 42′ · 이영표 45′                            | 5–0      |                                               | 명지대학교            | 대한민국 파주시 파주 NFC               |                    |                             |
| 2010-12-16       | 연습 경기                           | 지동원 45+1′ · 김보경 52′ · 조영철 69′ · 김신욱 78′                                   | 4–0      |                                               | 명지대학교            | 대한민국 서귀포시 제주월드컵경기장     |                    |                             |
| 2010-12-19       | 연습 경기                           | 유병수 20′, 23′, 35′ · 염기훈 29′ · 지동원 42′ · 김신욱 54′ · 김보경 69′ · 박현범 86′ | 8–0      |                                               | 단국대학교            | 대한민국 서귀포시 제주월드컵경기장     |                    |                             |
| 2011-3-26        | 연습 경기                           | 윤빛가람 7′ · 조찬호 25′                                                              | 2–0      |                                               | 대구 FC               | 대한민국 파주시 파주 NFC               | 관련 기사          |                             |
| 2011-8-30        | 연습 경기                           | 남태희                                                                                | 3–0      |                                               | 단국대학교            | 대한민국 고양시 고양종합운동장         |                    |                             |
| 2015-7-2918시    | 연습 경기                           | 이정협 2Q 25′                                                                         | 1–0      |                                               | 서울 이랜드           | 대한민국 파주시 파주스타디움           | 관련 기사          |                             |
| 2016-5-27        | 연습 경기                           | 손흥민 01′, 02′, 04′, 05′ · 류승우 03′ 황희찬 06′                                     | 6–1      |                                               | 인천 유나이티드       | 대한민국 파주시 파주 NFC               | 관련 영상          | A대표팀x올림픽대표팀 연합팀 |
| 2017-8-2618시    | 연습 경기                           | 김민재 42′                                                                            | 1–2      | 윤용호 16′, 27′                               | 수원 삼성 블루윙즈    | 대한민국 파주시 파주 NFC               | 관련 기사          |                             |
| 2017-12-2 14시   | 연습 경기                           | 이명주 16′ · 진성욱 35′ · 김신욱 63′                                                  | 3–0      |                                               | 고려대학교            | 대한민국 울산광역시 울산종합운동장     | 관련 영상          |                             |
| 2017-12-5        | 연습 경기                           |                                                                                       | 8–0      |                                               | 고려대학교            | 대한민국 울산광역시 울산종합운동장     | 관련 영상          |                             |
| 2018-12-16       | 연습 경기                           | 나상호 77′ · 김준형 82′                                                               | 2–0      |                                               | 대한민국 U-23         | 대한민국 울산광역시 울산종합운동장     |                    |                             |
| 2018-12-20 10:30 | 연습 경기                           |                                                                                       | 0–2      | 박정인 63′, ?′                                | 대한민국 U-23         | 대한민국 울산광역시 울산종합운동장     | 관련 기사관련 영상 |                             |

## Unofficial matches
| 2020 하나은행컵 2020년 10월 9일 | 대한민국                  | 2 – 2 | 대한민국                           | 고양, 대한민국 |  |  |
| 20:00 UTC+8                     | - 이주용 14′ - 이정협 89′ |       | - 송민규 51′ - 권경원 59′ (자책골) | 경기장: 고양종합운동장 관중 수: 0명 심판: 김종혁 (대한민국) 부심: 곽승순 (대한민국) 2부심: 장종필 (대한민국) 대기심: 채상협 (대한민국) 비디오 판독심: 김우성 (대한민국) 보조 비디오 판독심: 최현재 (대한민국) |  |  |
|                                 |                           |       |                                    | |  |  |

| 2020 하나은행컵 2020년 10월 12일 | [[{{{alias}}} U-23 축구 국가대표팀\|{{{alias}}}]] [[파일:{{{flag alias}}}\|23x15px\|테두리 \|alt=\|링크=]] | 0 – 3 | 대한민국                                 | 고양, 대한민국 |  |  |
| 20:00 UTC+9                      | |       | - 이동경 55′ - 이주용 89′ - 이영재 90+2′ | 경기장: 고양종합운동장 관중 수: 2,075명 심판: 김우성 (대한민국) 부심: 강동호 2부심: 방기열 대기심: 최현재 (대한민국) 비디오 판독심: 김종혁 (대한민국) 보조 비디오 판독심: 채상협 (대한민국) |  |  |
|                                  | |       |                                          | |  |  |

## 같이 보기
- 대한민국 축구 국가대표팀
- 대한민국 축구 국가대표팀 경기 결과
- 대한민국 축구 국가대표 B팀 경기 결과
- 코리아컵 국제축구대회